# Michael Melka
Michael Melka (* 9. Juli 1978 in Castrop-Rauxel) ist ein ehemaliger deutscher Fußballtorhüter und seit 2016 Torwarttrainer.

## Karriere
Melka begann seine Karriere bei der Jugend von Borussia Dortmund, ging dann zum Hasper SV und kam über die Hammer SpVg zum FC Remscheid, wo er in der Saison 1998/99 spielte. Danach spielte er zwei Jahre bei Preußen Münster, bevor er zu Borussia Mönchengladbach wechselte.
Vielfach war Melka in Mönchengladbach nur dritter Torhüter, daher kam er insgesamt nur auf acht Bundesligaspiele. Zur Saison 2007/08 wechselte er zum damaligen Regionalligisten Fortuna Düsseldorf.
Am 8. Spieltag der Saison 2007/08 knackte Melka den Rekord von Düsseldorfs ehemaligem Torhüter Jörg Schmadtke aus der Spielzeit 1992/93, als dieser mit 708 gegentorlosen Minuten einen Rekord für die Düsseldorfer aufstellen konnte. Melka blieb 802 Minuten ohne Gegentor. Mit der Mannschaft landete er als Tabellendritter knapp hinter den beiden Aufstiegsplätzen zur 2. Bundesliga.
Stattdessen qualifizierte sich Michael Melka mit der Fortuna für die neugegründete 3. Profi-Liga. Er bestritt in der Saison 2008/09 alle 38 Spiele und konnte am letzten Spieltag nach einem 1:0-Sieg gegen die zweite Mannschaft von Werder Bremen in die 2. Bundesliga aufsteigen. Dort musste er dann am 1. Spieltag verletzt ausgewechselt werden. Er fiel mehrere Monate aus und verlor seinen Stammplatz. Erst in der Saison darauf wurde er wieder die Nummer eins im Trikot der Fortuna. Nach einer erneuten Verletzung im Februar 2011 blieb ihm für den Rest der Rückrunde erneut nur der Platz auf der Ersatzbank.
Zur Saison 2011/12 wechselte Melka zum Zweitliga-Absteiger Rot-Weiß Oberhausen, mit dem er aus der 3. Liga in die Regionalliga abstieg. Im Mai 2012 wechselte er zum Drittliganeuling Alemannia Aachen. Dort löste er seinen Vertrag am 24. Januar 2013 auf und beendete im Sommer darauf seine Aktivenkarriere.
Mit Beginn der Saison 2016/17 wurde Melka Torwarttrainer des Düsseldorfer SC 99 in der Landesliga Niederrhein.

## Erfolge
- Aufstieg in die 2. Bundesliga 2009 mit Fortuna Düsseldorf

## Bemerkenswertes
Melka war als einer von drei Vertretern der 3. Liga im Spielerrat der Spielergewerkschaft Vereinigung der Vertragsfußballspieler (VdV).